# Passiflora tricuspis
Passiflora tricuspis Mast. – gatunek rośliny z rodziny męczennicowatych (Passifloraceae Juss. ex Kunth in Humb.). Występuje naturalnie w Peru, Boliwii, Paragwaju oraz Brazylii.

## Morfologia
PokrójZdrewniałe, nagie lub owłosione liany.
LiściePotrójnie klapowane. Mają 4,5–13 cm długości. Całobrzegie, z ostrym wierzchołkiem. Ogonek liściowy jest mniej lub bardziej owłosiony. Przylistki są szczeciniaste.
KwiatyPojedyncze lub zebrane w pary. Działki kielicha są podłużne. Płatki są podłużnie lancetowate. Przykoronek ułożony jest w dwóch rzędach, ma 2–15 mm długości.
OwoceMają kulisty kształt. Mają 1,5 cm średnicy.